# Station Reims-Maison-Blanche
Station Reims-Maison-Blanche is een spoorwegstation in de Franse gemeente Reims.